# Pennisetum mezianum
Pennisetum mezianum is een plant uit de grassenfamilie (Poaceae). De soort komt voor in tropisch Oost- en Noordoost-Afrika, maar ook in het zuiden van Afrika en het tropische gedeelte van India.
... · 
P. clandestinum (Kikuyu-gras) · 
P. glaucum (Parelgierst) · 
P. mezianum · 
P. purpureum · 
...